# تجمیع ارتباط

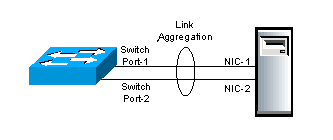
تجمیع ارتباط بین یک سوئیچ و یک خدمات رسان

در شبکه‌های رایانه ای، اصطلاح تجمیع ارتباط برای روش‌های مختلف ترکیب (تجمیع) اتصال موازی چندین شبکه به منظور افزایش ظرفیت موجود، و فراهم کردن افزونگی در شرایطی که یکی از ارتباط‌ها با مشکل مواجه می‌شود، اعمال می‌شود. یک گروه ارتباطات تجمیع شده (LAG) تعدادی پورت فیزیکی را با هم ترکیب می‌کند تا یک مسیر داده با پهنای باند بالا ایجاد کند، به طوری که می‌تواند تساوی بار ترافیکی بین پورت‌های عضو در گروه را اجرا کند و قابلیت اطمینانِ ارتباط را افزایش دهد.
سایر اصطلاحات عمومی مورد استفاده برای توصیف این روش عبارتند از: پورت ترانکینگ (به انگلیسی port trunking)، لینک باندلینگ (به انگلیسی link bundling)، اترنت باندینگ/نتورک باندینگ/ان آی سی باندینگ (به انگلیسی Ethernet/network/NIC bonding)، چنل باندینگ (به انگلیسی channel bonding)، پورت چنلینگ (به انگلیسی port channeling) یا همکاری کارت شبکه (به انگلیسی NIC teaming). این اصطلاحات عمومی نه تنها استانداردهای مستقل از سازنده، مانند پروتکل کنترل تجمیع ارتباط (LACP) که در IEEE 802.1AX برای اترنت تعریف شده یا استاندارد قدیمی تر IEEE 802.3ad، شامل می‌شود، بلکه راه حل‌های مختلف اختصاصی شرکت‌ها را نیز در بر می‌گیرد.

## توضیحات
تجمیع ارتباط به دو مشکل در ارتباطات اترنت پاسخ می‌دهد: محدودیت‌های پهنای باند و عدم انعطاف‌پذیری.
برد رابطه با مشکل اول: نیازمندی‌های پهنای باند به‌صورت خطی مقیاس پذیر نیستند. به‌طور تاریخی پهنای باند اترنت افزایش‌های ده برابری داشته‌اند: ۱۰ مگابیت در ثانیه، ۱۰۰ مگابیت در ثانیه، ۱٬۰۰۰ مگابیت در ثانیه، ۱۰٬۰۰۰ مگابیت در ثانیه. اگر کسی به حداکثر میزان استفاده از تجهیزات خود بررسی، تنها گزینه موجود انتقال به نسل بعدی (سرعت ده برابر بیشتر) است، که هزینه‌های آن می‌تواند مانع ادامه کار شود. راه حل جایگزین، که در اوایل دهه ۱۹۹۰ توسط بسیاری از تولیدکنندگان شبکه ارائه شده‌است، ترکیب دو پیوند اترنت فیزیکی و ایجاد یک لینک منطقی از طریق اتصال کانال‌ها است. اکثر این راه حلها نیاز به پیکربندی دستی و تجهیزات یکسان در هر دوطرف ارتباط.
مشکل دوم شامل سه نقطه تکی شکست در یک اتصال معمولی<->کابل<->پورت معمولی است. در تنظیم رایانه<->سوئیچ یا در پیکربندی سوئیچ<->سوئیچ، خود کابل یا هر یک از پورت‌ها که کابل به آن وصل شده‌است می‌تواند خراب شود. برا رفع مشکل اتصالات فیزیکی متعددی می‌توان ایجاد کرد، اما بسیاری از پروتکل‌های سطح بالاتر به گونه ای طراحی نشده‌اند با این روش سازگاری داشته باشند.

## معماری
معماران شبکه می‌توانند تجمیع را در هر یک از سه لایه اول مدل OSI اجرا کنند.
- نمونه‌هایی از تجمع در لایه ۱ (لایه فیزیکی) شامل تجهیزات شبکه ای در خط قدرت (به عنوان مثال IEEE 1901) و بی‌سیم (به عنوان مثال IEEE 802.11) است که چندین باند فرکانس را با هم ترکیب می‌کنند.
- در لایه ۲ (لایه پیوند داده، مثلاً پنجره اترنت در شبکه‌های محلی یا PPP چند پیوندی در شبکه‌های شبکه‌های گسترده، آدرس MAC اترنت) تجمیع معمولاً در درگاه‌های سوئیچ اتفاق می‌افتد، که می‌تواند پورت‌های فیزیکی یا معادل مجازی‌های آن باشد که توسط یک سیستم عامل اداره می‌شوند.
- تجمیع در لایه ۳ (لایه شبکه) در مدل OSI می‌تواند از زمان‌بندی نوبت گردشی، مقادیر هش محاسبه شده از قسمت‌های موجود در سرباره بسته شبکه، یا ترکیبی از این دو روش استفاده کند.

صرف نظر از لایه ای که روی آن تجمیع صورت گرفته، این امکان وجود دارد که بار شبکه را در کلیه پیوندها متعادل کرد. با این حال، همه این راه حل‌ها دارای این مزیت نیستند. اکثر روش‌ها نیز به شکست منجر می‌شوند.